# Milan Ďubek
Milan Ďubek (* 5. února 1948) je bývalý slovenský fotbalista, záložník.

## Fotbalová kariéra
V československé lize hrál za ZVL Žilina. Gól nedal.

## Ligová bilance
| Ročník                                   | Zápasy | Góly | Klub       |
| ---------------------------------------- | ------ | ---- | ---------- |
| 1. československá fotbalová liga 1967/68 | 8      | 0    | ZVL Žilina |
| 1. československá fotbalová liga 1968/69 | 10     | 0    | ZVL Žilina |
| 1. československá fotbalová liga 1969/70 | 6      | 0    | ZVL Žilina |
| CELKEM                                   | 24     | 0    |            |